# 慶州西岳洞龜趺

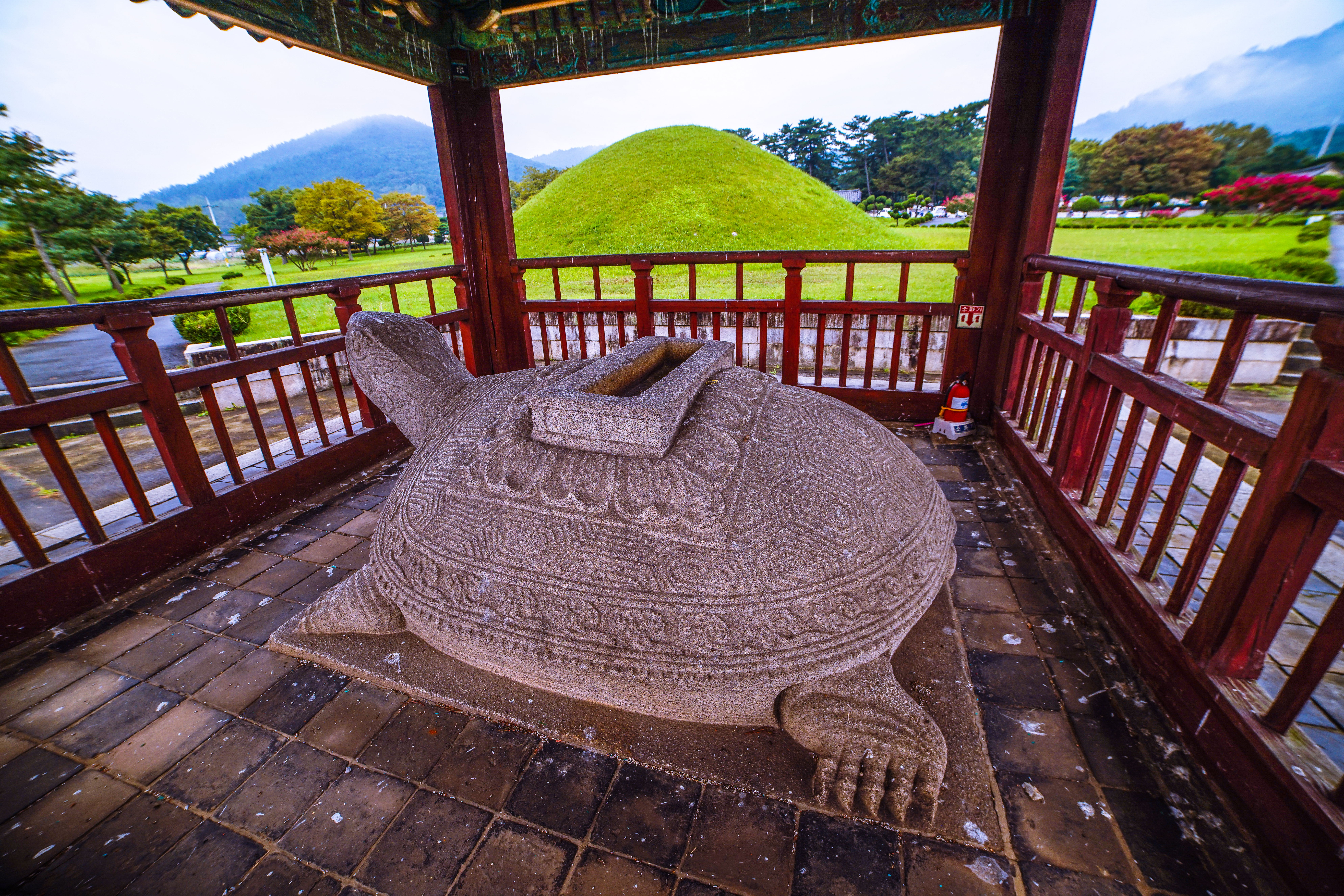
慶州西岳洞龜趺

慶州西岳洞龜趺（：／）是位於韓國慶尚北道慶州市的石碑底座，為統一新羅時代的龜趺，1963年1月21日編列為韓國寶物第70號。
遺留在武烈王陵南街對面。《三國史記》的記載與西岳書院陽貴樓北側刻在基座上石碑的文字記載所顯示，為金仁問功碑的底座。
自9世紀開始，龜趺的頭換成龍頭。因此，「慶州西岳洞龜趺」頭的原貌，真正充份表現出早期韓國石碑底座的樣式。